# محمود نگهبان‌سلامی
محمود نگهبان‌سلامی نمایندهٔ دورهٔ نهم و دهم مجلس شورای اسلامی و عضو کمیسیون آموزش و تحقیقات مجلس شورای اسلامی از حوزهٔ انتخابیهٔ خواف و رشتخوار در استان خراسان رضوی بود.
نگهبان‌سلامی در ۲۹ مرداد ۱۴۰۰ پس از ابتلا به بیماری کرونا در ۴۴ سالگی درگذشت.